# Robert Mouynet
Robert Mouynet (* 25. března 1930) je bývalý francouzský fotbalový obránce. Byl součástí francouzského týmu, který skončil třetí na Mistrovství světa ve fotbale 1958, ale za francouzský národní fotbalový tým si nikdy nezahrál.

## Klubová kariéra
- 1949–1953: Toulouse FC
- 1953–1955: AS Cannes
- 1955–1959: Olympique Lyon
- 1959–1963: Toulouse FC